# أنكا بارنا
أنكا بارنا (بالألمانية: Anca Barna) مواليد 14 مايو 1977 في كلوج نابوكا، هي لاعبة كرة مضرب ألمانية سابقة بدأت مسيرتها كمحترفة سنة 1991 وكانت تلعب باليد اليسرى، اعتزلت اللعب في 2005. أعلى تصنيف لها في الفردي كان المركز الـ 46 في سنة  2004.

## روابط خارجية
- أنكا بارنا على موقع رابطة محترفات التنس (الإنجليزية)
- أنكا بارنا على موقع الاتحاد الدولي لكرة المضرب (الإنجليزية)
- أنكا بارنا على موقع كأس بيلي جين كينغ (الإنجليزية)
- أنكا بارنا على موقع خلاصة التنس.كوم (الإنجليزية)